# هوگو هویاما
هوگو هویاما (انگلیسی: Hugo Hoyama؛ زادهٔ ۹ مهٔ ۱۹۶۹) یک بازیکن تنیس روی میز اهل برزیل است.
وی در مسابقات کشوری و بین‌المللی در مجموع برنده ۳۷ مدال طلا، ۱۳ مدال نقره، ۶ مدال برنز شده‌است.